# Ігнатій Маріупольський
Ігна́тій Гозаді́но (1715 — 1786) — митрополит Маріупольський і Готфейсько-Кафайський. Святий Української православної церкви. Вшановується також у Православна Церква України (день пам'яті — 3 лютого). Не є засновником Маріуполя.

## Життя
Народився в Греції на острові Фермія в знатному роді Гозадіні у 1715 р. При хрещені був названий Іаковом. Його батька звали Константином. Виховувався на Афоні, де виконував чернечий послух один з його близьких родичів у монастирі Ватопед. У юнацтві прийняв чернечий постриг з ім'ям Ігнатій.
У 1769—1778 рр. Ігнатій очолював Готфейсько-Кафайську кафедру в Криму. Жив в Успенському скиту у грецькому селищі Маріамполь неподалік від Бахчисараю. У цей період Російська імперія вела війни з Османською імперією та Кримським ханством за нові території у Північному Причорномор'ї. До своєї боротьби з ханством Росія вирішила втягнути місцеве християнське населення. На думку російських політиків, переселення кримських християн, які займалися переважно землеробством, могло спричинити підрив економіки Кримського ханства. Як наслідок, ослаблена кримськотатарська держава стане легкою здобиччю Росії. З іншого боку царський уряд за рахунок греків хотів розв'язати проблему незаселеності приазовських степів. Для реалізації цих планів був використаний духовний вплив митрополита Ігнатія на кримських греків.
23 квітня 1778 р. в печерній церкві Успенського скиту він закликав вірних почати підготовку до переселення з Криму. Частина греків відмовилася покидати свої будинки і могили предків. Деякі з них навіть наверталися до ісламу, щоби залишитися в Криму. Військовою стороною справи керував Олександр Суворов, а духовно-адміністративною — митрополит Ігнатій. У червні 1778 р. понад 30 тис. переселенців вирушили в дорогу зі своєю святинею — Бахчисарайською іконою Божої Матері. Під час переселення велика кількість греків загинула від епідемії. Попри все митрополит виконав свою місію. У приазовських степах виникли нові поселення: Маріуполь, Бахчисарай, Ялта, Урзуф, Сартана, Чердакли, Карань, Мангуш, які отримали назви кримським місць.
За виявлений подвиг і мужність, Катерина ІІ нагородила митрополита «діамантовою панагією».
Однак серед переселенців почало зростати невдоволення митрополитом. Нова місцевість у порівнянні із квітучим Кримом справила на них гнітюче враження. Ігнатій, який став жертвою російської політики, змушений був залишити Маріуполь і поселитися за містом у побудованій ним кам'яній келії. У лютому 1786 р. після двотижневої хвороби митрополит Ігнатій помер. Поховали митрополита у соборі Святого Харлампія (першому маріупольському храмі) за східним звичаєм: його тіло у повному архієрейському облачанні посадили у поставлене в склепі крісло.
Митрополит Ігнатій був останнім святителем з титулом Готфейський і Кафайський, який існував із часів візантійських єпархій у Кримській Готії і Кафі.
У XIX ст. православні Приазов'я знову згадали ім'я митрополита. Панахиди коло його мощей збирали безліч людей, проводилися читання та історичні дослідження про його життя. У антирелігійну добу XX ст. рештки митрополита Ігнатія були перенесені до міського музею. Під час Другої світової війни після отримання благословення митрополита Харківського Феофіла (Булдовського) у грудні 1942 р. духівництво Маріуполя перенесло мощі до Преображенського храму. Однак під час звільненні міста церква згоріла разом з мощами Ігнатія.
11 червня 1997 р. Ігнатій Маріупольський канонізований ухвалою Священного синоду Української православної церкви. 17 липня 2003 р. у Донецьку був відкритий Храм Святителя Ігнатія Маріупольського.